# تاماکی وچی‌یاما
تاماکی وچی‌یاما (ژاپنی: 内山 環؛ زادهٔ ۱۳ دسامبر ۱۹۷۲) بازیکن فوتبال اهل ژاپن و عضو تیم ملی فوتبال زنان ژاپن است که در تاریخ ۲۶ مه ۱۹۹۱ میلادی اولین بازی ملی‌اش را انجام داد. او در ۵۸ بازی ملی حضور داشت و آخرین بازی ملی خود را در تاریخ ۲۱ نوامبر ۱۹۹۹ میلادی انجام داد. تاماکی وچی‌یاما در بازی‌های ملی‌اش
۲۶ گل به ثمر رساند.